# Église Saint-Pierre de Melreux
Pour les articles homonymes, voir Église Saint-Pierre.
L’église Saint-Pierre est un édifice religieux catholique situé à Melreux dans la commune belge de Hotton en province de Luxembourg. 

## Situation
L’église Saint-Pierre se situe au centre du village de Melreux (place Saint-Pierre) sur la rive droite de l'Ourthe, à environ 200 m du cours d'eau. Elle est entièrement entourée par un cimetière ceint par un mur de moellons de calcaire rehaussé d'un grillage en fer forgé.

## Histoire
La tour de l'église actuelle a été érigée en 1671 comme l'indiquent les quatre chiffres en fer forgé placés au sommet du côté oriental. La nef et le chevet sont terminés en 1699 (pierre sculptée datée) et l'église est consacrée en 1710. Les stucs faisant la renommée de l'édifice ont été réalisés à partir de 1770. 
L'édifice actuel a été élevé à l'emplacement occupé précédemment par deux anciennes églises dont les substructures ont été mises à jour lors de fouilles entreprises en janvier 1999.

## Description

### Architecture
L'édifice religieux est entièrement réalisé en pierre calcaire. Il possède une tour carrée percée de quelques petites ouvertures et surmontée d'une flèche principale élancée et de quatre petites flèches accessoires. La nef comporte deux travées et le chevet est à pans coupés. Le baies forment des arcs en plein cintre. La toiture est en ardoises.

### Décoration intérieure
- Les fonts baptismaux de style mosan datent du XIIe siècle.
- Le trésor de Melreux est une remarquable pièce d'orfèvrerie de 1710 représentant saint Pierre assis et bénissant les fidèles.
- La décoration intérieure comporte plusieurs pièces en stuc réalisées par le stucateur et staffeur ornemaniste Henry  Maya  provenant de Dinant. Entre 1770 et 1772, il réalise de vastes médaillons polychromes, les corniches, les moulures ainsi que le baldaquin qui coiffe l’autel majeur et les angelots qui ornent les cintres des fenêtres puis les deux autels latéraux en stuc et la chaire de vérité, en chêne pour la cuve et en stuc pour l’abat-son. De 2014 à 2015, les décors polychromes ont été restaurés, retrouvant leurs présumées couleurs initiales[2].
- Crucifixion par le peintre liégeois Jean Riga

## Classement
Les décors intérieurs polychromes de l'église Saint-Pierre à Melreux sont repris sur la liste du patrimoine immobilier exceptionnel de la Wallonie depuis 2016.

### Sources et liens externes
- https://www.doyennedemarche.be/fp/2015EglisedeMelreux.pdf